# Parevania rubra
Parevania rubra är en stekelart som först beskrevs av Cameron 1905.  Parevania rubra ingår i släktet Parevania och familjen hungersteklar. Inga underarter finns listade i Catalogue of Life.